# Respirador motoritzat d'aire purificat
Un respirador motoritzat d'aire purificat (acrònim PAPR, de Powered Air Purified Respirator, en anglès) és un tipus d'equip de protecció personal utilitzat per protegir els treballadors contra l'aire contaminat (CDC, 2014; PHAC, 2016). Els PAPRs consten d'un sistema motoritzat que allotja un filtre HEPA (o més d'un) que filtra de forma absoluta l'aire circumdant, de la sala, i a través d'una mànega l'envia cap a una campana, o una màscara de cara completa, permeten la respiració segura de l'usuari. Aquest respirador motoritzat d'aire purificat o PAPR també és anomenat com a màscares de pressió positiva, però no s'han de confondre amb els vestits hermètics, també amb pressió positiva, però amb subministrament d'aire completament independent de la sala que són habituals en les instal·lacions de màxima contenció o instal·lacions de nivell de bioseguretat 4.

## Descripció
Hi ha diferents tipus d'unitats de PAPR per a diferents entorns de treball. Independentment del tipus, un PAPR es compon de (1) una espècie d'arnès (màscara o campana), (2) una ventilador accionat per un motor que aspira l'aire circumdant a través de (3) un filtre (o filtres múltiples) per al lliurament a l'usuari per respirar, i (4) una bateria o una altra font d'energia. La màscara pot ser dura, rígida i ajustada (com el casc d'una moto) o flexible i folgada; la primera proporciona major nivell de protecció, però és menys còmoda. El motor ventilador, el filtre HEPA (un o més), i la bateria van muntats en una carcassa que es manté fixada al cos per un cinturó graduable, al voltant de la cintura, permetent a l'usuari una llibertat de moviment molt gran. Comparativament els vestits pressuritzats de màxima biocontenció (NBS4) tenen una limitació d'ús que correspon a la longitud de la mànega més llarga a la que estiguin connectats.

## Filtres
El tipus de filtre incorporat en un PAPR ha de ser apropiat als contaminants que necessiten ser capturats o retinguts. Alguns respiradors estan dissenyats per eliminar les partícules fines com la pols creada durant diversos processos de treball de la fusta. Quan s'utilitza amb filtres d'aire d'alta eficiència en la retenció de partícules (filtres HEPA), aquelles partícules viables (virus o bacteris) o partícules inorgàniques que hostatgin virus o bacteris, totes elles de mida inferior a les 5 micres, seran capturades. Aquest equips són habituals en instal·lacions d'alta contenció (nivell de bioseguretat 3) i poden ser necessàries en algunes operatives especials en instal·lacions de nivell de bioseguretat 2 (Liverman et al., 2015). Quan s'utilitza en combinació amb els filtres correctes (substituint el filtre HEPA per un filtre amb carbó actiu, per exemple), els PAPRs són adequats per treballar amb compostos orgànics volàtils com ara els utilitzats en moltes pintures en aerosol.
Per altra banda, no necessàriament incorporar un PAPR a una rutina millora la seguretat de la mateixa respecte a respiradors no motoritzats (mascares antiparticules FFP3 o N95). S'ha d'avaluar el risc i la perdua de destresa i comfortabilitat (dexterity, en anglès) per l'usuari que suposa treballar amb aquests sistemes (Roberts, 2014) que per altra banda s'empren en condicions de camp, o cliniques, amb infectats amb virus del grups de risc microbiològic 4, com són els filovirus.